# Pero macneilli
Pero macneilli is een vlinder uit de familie van de spanners (Geometridae). De wetenschappelijke naam van de soort is voor het eerst geldig gepubliceerd in 2007 door R.M. Brown.

## Type
- holotype: "male. 9.II.1978. J.W. Johnson. genitalia slide no. no. RMB 763"
- instituut: Essig Museum of Entomology, University of California, Berkeley, Amerika
- typelocatie: "Mexico, Territory de el Sur de Baja California, Mulege"